# Komitet XX
Komitet XX (ang. XX-committee, XX, Twenty) – jednostka brytyjskiego wywiadu utworzona we wrześniu 1940 roku do koordynacji operacji dezinformacyjnych i zreformowana w styczniu następnego roku na potrzeby operacji Double-Cross System.
Zadaniem Komitetu XX było kontrolowanie niemieckiej agentury w Wielkiej Brytanii, przechwytywanie nowo przybyłych niemieckich agentów (przewerbowanie), zdobywanie wiedzy o ich tożsamości, metoda komunikacji, hasłach i metodach szyfrowania meldunków. Komitet pozyskiwał wiedzę o niemieckich planach strategicznych i koordynował dezinformowanie niemieckiej agentury. Działania instytucji kierowali oficer MI5 J. C. Masterman i Ewen Montagu z Wywiadu Marynarki Wojennej.